# بغل‌چور
بغل‌چور (به انگلیسی: Baghalchur) یک روستا در پاکستان است که در پنجاب واقع شده‌است.